# Lepanthes guerrerensis
Lepanthes guerrerensis är en orkidéart som beskrevs av Gerardo A. Salazar och Soto Arenas. Lepanthes guerrerensis ingår i släktet Lepanthes och familjen orkidéer. Inga underarter finns listade i Catalogue of Life.